# Malvern
Malvern es un municipio del condado de Worcestershire, Reino Unido. Incluye las poblaciones de Great Malvern,  Barnards Green, Malvern Link, Malvern Wells, West Malvern, Little Malvern y North Malvern. La mayoría de estos centros urbanos están separados en comunidades. El padrón municipal eleva la población de Malvern a 28.749 habitantes (2001). Great Malvern en el este de las colinas Malvern y al oeste del municipio es el principal núcleo urbano.

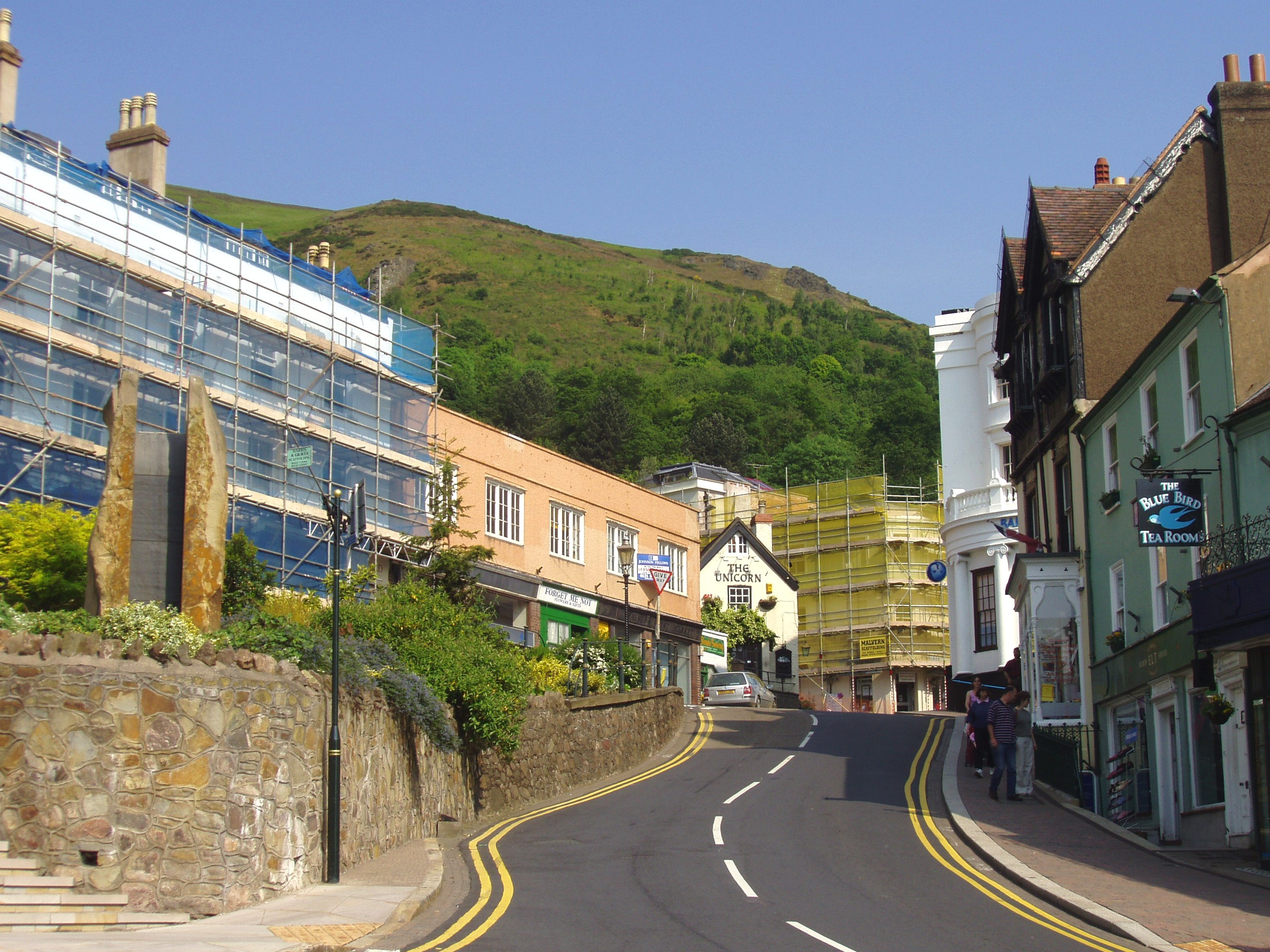
General view of Great Malvern, with North Hill in background.

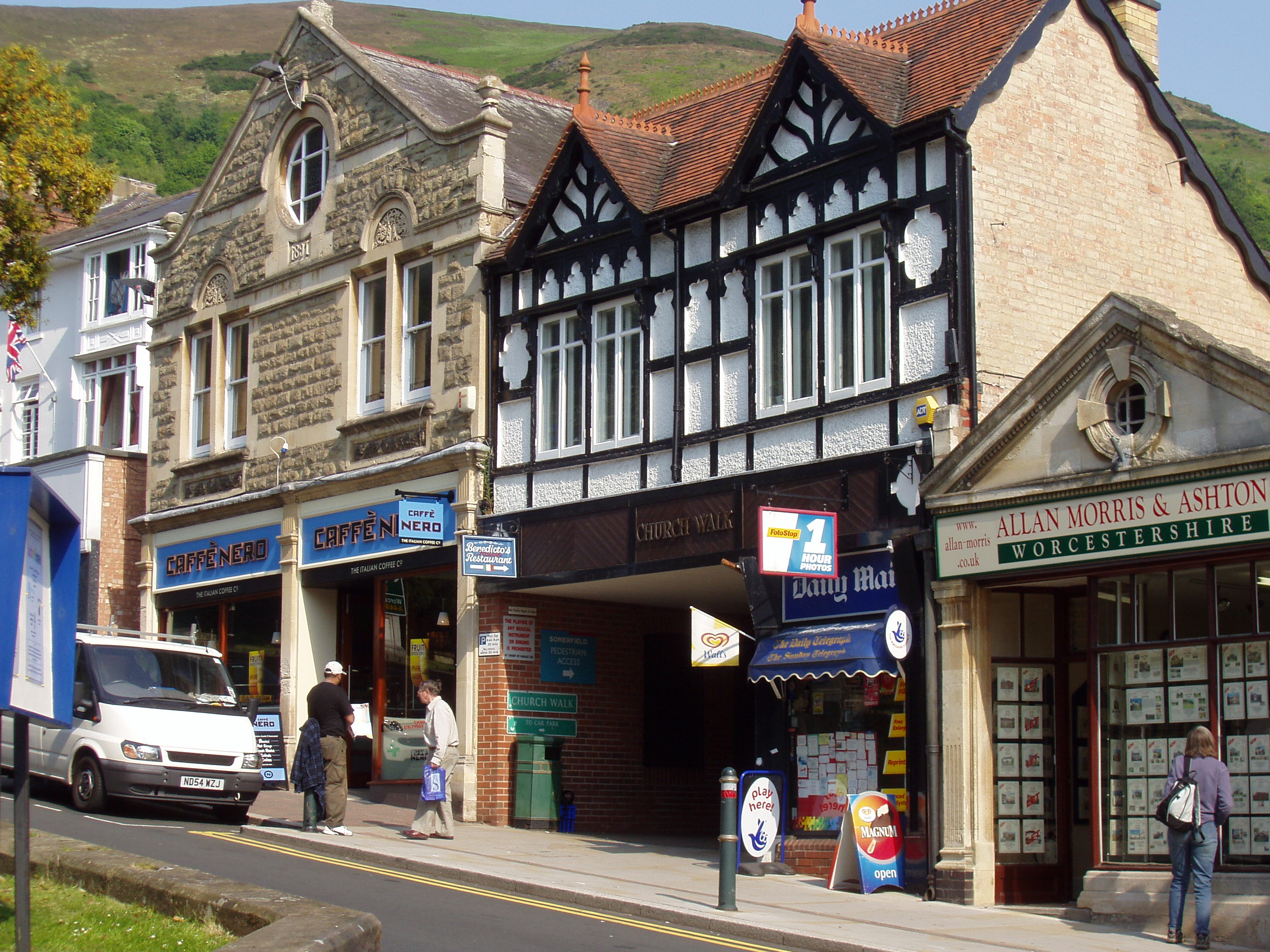
Detail of buildings and shops in Great Malvern.

## Historia
El nombre Malvern procede probablemente del vocablo gaélico 'Moelfryn' (que significa 'monte calvo').
El poema medieval Pedro el Labrador empieza en las colinas de Malvern. En la Edad Media, en Malvern se situaba un monasterio benedictino fundado en 1085 por el rey inglés Eduardo el Confesor. En el edificio aledaño, construido alrededor de 1470 y que antes era la Iglesia de Priorato de Malvern, se encuentra el Museo local. Walcher de Malvern, segundo prior, fue un importante astrónomo y matemático.
Malvern es conocido por ser una ciudad balneario, y por su agua embotellada que se produce desde 1622. Charles Darwin se trató en sus balnearios.
El emperador de Etiopía, Haile Selassie, estuvo durante gran parte de su exilio en el Abbey Hotel.

## Enlaces externos

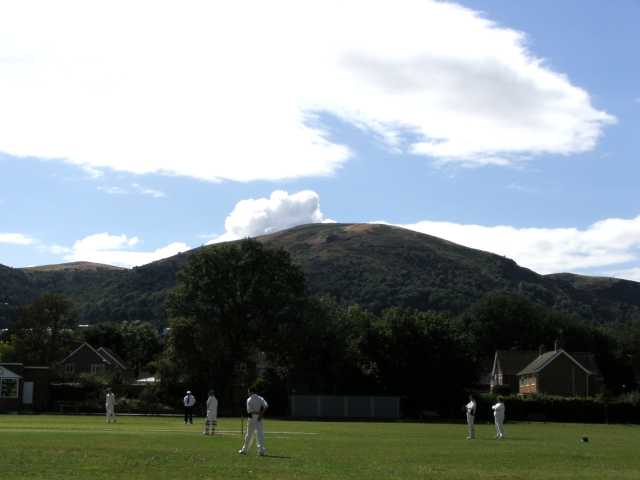
Barnards Green Cricket Club.